# Poslednji univerzalni skupni prednik
Zadnji univerzalni skupni prednik (LUCA; iz angleščine last universal common ancestor) je skupni prednik vseh nam znanih živih bitij, ki danes živijo na Zemlji. To vključuje vse celične organizme; izvor virusov je nejasen, vendar imajo isti genetski kod. LUCA je verjetno vseboval različne viruse. LUCA ni prvo življenje na Zemlji, temveč najnovejša oblika prednika vsega obstoječega življenja.
Čeprav ni posebnih fosilnih dokazov o LUCA, podrobna biokemična podobnost vseh trenutnih oblik življenja potrjuje njegov obstoj. O njegovih značilnostih je mogoče sklepati iz skupnih značilnosti sodobnih genomov. Ti geni opisujejo kompleksno obliko življenja s številnimi prilagojenimi značilnostmi, vključno z mehanizmi transkripcije in prevajanja za pretvorbo informacij iz DNK v RNK v beljakovine. LUCA je verjetno živel v visokotemperaturni hidrotermalnih globokomorskih izvirih blizu tokov magme na oceanskem dnu pred približno 4 milijardami let.

## Zgodovinsko ozadje
Filogenetsko drevo neposredno opisuje idejo evolucije z izvorom enega samega prednika. Starejše drevo življenja je skiciral Jean-Baptiste Lamarck v svoji Philosophie zoologique leta 1809. Charles Darwin je leta 1859 v svoji knjigi O nastanku vrst opisal danes bolj znano teorijo o univerzalnem skupnem predniku: "Zato bi moral iz analogije sklepati, da so verjetno vsa organska bitja, ki so kdaj živela na tej zemlji, izvirala iz ene prvobitne oblike, v katero je bilo vdihnjeno življenje." Zadnji stavek knjige se začne s ponovno navedbo hipoteze: "Obstaja veličastnost na takšen pogled na življenje, s svojimi številnimi močmi, ki so bile prvotno vdihnjene v nekaj oblik ali v eno samo..." Izraz "poslednji univerzalni skupni prednik" ali "LUCA; Last Universal Common Ancestor" je bil za tak prvobitni organizem prvič uporabljen v devetdesetih letih dvajsetega stoletja.